# Grembergen
Grembergen település a belgiumi Flandria régióban, Kelet-Flandria tartományban található. 1977-ben összevonták a szomszédos Dendermonde városával.
A település közvetlenül a Schelde folyó bal partján fekszik, szemben a túlparti Dendermonde várossal.

## Története, látnivalók
Adminisztratív és vallási szempontból Grembergen a kora középkorban a szomszédos Zele település része volt. A település nevének első változatát (Grenberga) 1019-ben említik először a források. A „grend” szó jelentése „kavics” v. „homok”, vagyis a település neve „kavicshegy”, „homokhegy”-et jelent. A 11. sz. végén vagy a 12. sz. elején épült a település első temploma, a Schelde folyó partján. A templom első említése egy 1194. április 20-ára datált dokumentumból származik, amelyben István, tournai püspöke, érvénytelenítette az adományt, amely Zele (és ezzel együtt Grembergen) települést a genti St. Baafsabdij apátságnak juttatta, és visszaállította a werdeni apátság tulajdonjogát.
Grembergen történetében az egyik kiemelkedő időszak 1560 és 1600 között eltelt negyven év, amikor egymást követően számos szerencsétlenség sújtotta a települést: árvizek, viharok, vallásháborúk és a pestisjárvány. 1675-ben a templom körüli temető falát lerombolták és a köveket az új templom építéséhez használták fel, amit 1710. november 10-én avattak fel.
Az első világháborút Grembergen nagyobb károk nélkül vészelte át, a második világháborúban azonban a település épületei súlyos károkat szenvedtek.
Turisztikai szempontból érdekes a Szent Margit-templom (Sint-Margareta parochiekerk), körte alakú tornyával. Minden évben június 29-én, vagy az azt követő vasárnapon vallásos felvonulást rendeznek Szent Eloi tiszteletére.
A település híres szülötte Fernand Khnopff (1858-1921), szimbolista festőművész.

## Lásd még
- Grembergen település honlapja
- Fernand Khnopff képei